# Mistrzostwa Świata w Narciarstwie Klasycznym 2017
Mistrzostwa Świata w Narciarstwie Klasycznym 2017 – edycja mistrzostw świata w narciarstwie klasycznym, która odbywała się od 22 lutego do 5 marca 2017 roku w fińskim Lahti.

## Wybór miasta-organizatora
Do zorganizowania Mistrzostw Świata w Narciarstwie Klasycznym 2017 zgłoszono 4 kandydatury: Oberstdorf (Niemcy), Planica (Słowenia), Lahti (Finlandia) i Zakopane (Polska). We wszystkich tych miejscach, z wyjątkiem Planicy, organizowano już mistrzostwa świata w narciarstwie klasycznym.
Decyzja o wyborze miasta, które zorganizuje mistrzostwa, została ogłoszona 31 maja 2012 roku podczas Kongresu FIS w Kangwŏn w Korei Południowej.
| Kandydaci  | Pierwsza runda | Druga runda | Trzecia runda |
| ---------- | -------------- | ----------- | ------------- |
| Lahti      | 7              | 7           | 12            |
| Planica    | 5              | 5           | 3             |
| Oberstdorf | 3              | 3           | –             |
| Zakopane   | 0              | –           | –             |

## Program mistrzostw
Wszystkie godziny według czasu polskiego.
| Data      | Godzina | Konkurencja                              |
| --------- | ------- | ---------------------------------------- |
| 23 lutego | 16.30   | Sprinty s. dowolnym                      |
| 25 lutego | 11.00   | Bieg łączony kobiet 7,5+7,5km            |
| 25 lutego | 13.30   | Bieg łączony mężczyzn 15+15km            |
| 26 lutego | 10.30   | Sprinty drużynowe s. klasycznym          |
| 28 lutego | 12.45   | 10 km s. klasycznym kobiet               |
| 1 marca   | 12.45   | 15 km s. klasycznym mężczyzn             |
| 2 marca   | 14.00   | Sztafeta kobiet 4x5 km                   |
| 3 marca   | 12.30   | Sztafeta mężczyzn 4x10 km                |
| 4 marca   | 13.30   | 30 km s. dowolnym kobiet (bieg masowy)   |
| 5 marca   | 13.30   | 50 km s. dowolnym mężczyzn (bieg masowy) |

| Data      | Godzina | Konkurencja                       |
| --------- | ------- | --------------------------------- |
| 24 lutego | 9.30    | HS100 / 10 km                     |
| 26 lutego | 11.00   | Drużynowy HS100 / 4x5 km          |
| 1 marca   | 11.00   | HS130 / 10 km                     |
| 3 marca   | 15.00   | Sprint drużynowy HS130 / 2x7.5 km |

| Data      | Godzina | Konkurencja              |
| --------- | ------- | ------------------------ |
| 24 lutego | 16.30   | Kobiety HS100            |
| 25 lutego | 16.30   | Mężczyźni HS100          |
| 26 lutego | 16.30   | Konkurs mieszany HS100   |
| 2 marca   | 17.30   | Mężczyźni HS130          |
| 4 marca   | 16.15   | Drużynowy mężczyzn HS130 |

## Zestawienie medalistów

### Biegi narciarskie
| Konkurencja                           | Data      | Złoto                                                                                | Srebro                                                                                    | Brąz                                                                                |
| Mężczyźni                             | Mężczyźni | Mężczyźni                                                                            | Mężczyźni                                                                                 | Mężczyźni                                                                           |
| ------------------------------------- | --------- | ------------------------------------------------------------------------------------ | ----------------------------------------------------------------------------------------- | ----------------------------------------------------------------------------------- |
| sprint techniką dowolną               | 23 lutego | Federico Pellegrino                                                                  | Siergiej Ustiugow                                                                         | Johannes Høsflot Klæbo                                                              |
| bieg łączony na 30 km                 | 25 lutego | Siergiej Ustiugow                                                                    | Martin Johnsrud Sundby                                                                    | Finn Hågen Krogh                                                                    |
| sprint drużynowy techniką klasyczną   | 26 lutego | Rosja Nikita Kriukow · Siergiej Ustiugow                                             | Włochy Dietmar Nöckler · Federico Pellegrino                                              | Finlandia Sami Jauhojärvi · Iivo Niskanen                                           |
| bieg na 15 km techniką klasyczną      | 1 marca   | Iivo Niskanen                                                                        | Martin Johnsrud Sundby                                                                    | Niklas Dyrhaug                                                                      |
| sztafeta 4 × 10 km                    | 3 marca   | Norwegia Didrik Tønseth · Niklas Dyrhaug · Martin Johnsrud Sundby · Finn Hågen Krogh | Rosja Andriej Łarkow · Aleksandr Biessmiertnych · Aleksiej Czerwotkin · Siergiej Ustiugow | Szwecja Daniel Rickardsson · Johan Olsson · Marcus Hellner · Calle Halfvarsson      |
| bieg masowy na 50 km techniką dowolną | 5 marca   | Alex Harvey                                                                          | Siergiej Ustiugow                                                                         | Matti Heikkinen                                                                     |
| Kobiety                               |           |                                                                                      |                                                                                           |                                                                                     |
| sprint techniką dowolną               | 23 lutego | Maiken Caspersen Falla                                                               | Jessica Diggins                                                                           | Kikkan Randall                                                                      |
| bieg łączony na 15 km                 | 25 lutego | Marit Bjørgen                                                                        | Krista Pärmäkoski                                                                         | Charlotte Kalla                                                                     |
| sprint drużynowy techniką klasyczną   | 26 lutego | Norwegia Heidi Weng · Maiken Caspersen Falla                                         | Rosja Julija Biełorukowa · Natalja Matwiejewa                                             | Stany Zjednoczone Sadie Maubet Bjornsen · Jessica Diggins                           |
| bieg na 10 km techniką klasyczną      | 28 lutego | Marit Bjørgen                                                                        | Charlotte Kalla                                                                           | Astrid Jacobsen                                                                     |
| sztafeta 4 × 5 km                     | 2 marca   | Norwegia Maiken Caspersen Falla · Heidi Weng · Astrid Jacobsen · Marit Bjørgen       | Szwecja Anna Haag · Charlotte Kalla · Ebba Andersson · Stina Nilsson                      | Finlandia Aino-Kaisa Saarinen · Kerttu Niskanen · Laura Mononen · Krista Pärmäkoski |
| bieg masowy na 30 km techniką dowolną | 4 marca   | Marit Bjørgen                                                                        | Heidi Weng                                                                                | Astrid Jacobsen                                                                     |

### Kombinacja norweska
| Konkurencja                                          | Data      | Złoto                                                                    | Srebro                                                              | Brąz                                                                     |
| ---------------------------------------------------- | --------- | ------------------------------------------------------------------------ | ------------------------------------------------------------------- | ------------------------------------------------------------------------ |
| konkurs indywidualny – skocznia HS100, bieg na 10 km | 24 lutego | Johannes Rydzek                                                          | Eric Frenzel                                                        | Björn Kircheisen                                                         |
| konkurs drużynowy – skocznia HS100, bieg 4 × 5 km    | 26 lutego | Niemcy Björn Kircheisen · Eric Frenzel · Fabian Rießle · Johannes Rydzek | Norwegia Magnus Moan · Mikko Kokslien · Magnus Krog · Jørgen Gråbak | Austria Bernhard Gruber · Mario Seidl · Philipp Orter · Paul Gerstgraser |
| konkurs indywidualny – skocznia HS130, bieg na 10 km | 1 marca   | Johannes Rydzek                                                          | Akito Watabe                                                        | François Braud                                                           |
| sprint drużynowy – skocznia HS130, bieg 2 × 7,5 km   | 3 marca   | Niemcy Eric Frenzel · Johannes Rydzek                                    | Norwegia Magnus Krog · Magnus Moan                                  | Japonia Yoshito Watabe · Akito Watabe                                    |

### Skoki narciarskie
| Konkurencja                                | Data      | Złoto                                                                       | Srebro                                                                                       | Brąz                                                                            |
| Kobiety                                    | Kobiety   | Kobiety                                                                     | Kobiety                                                                                      | Kobiety                                                                         |
| ------------------------------------------ | --------- | --------------------------------------------------------------------------- | -------------------------------------------------------------------------------------------- | ------------------------------------------------------------------------------- |
| konkurs indywidualny – skocznia HS100      | 24 lutego | Carina Vogt                                                                 | Yūki Itō                                                                                     | Sara Takanashi                                                                  |
| Mężczyźni                                  |           |                                                                             |                                                                                              |                                                                                 |
| konkurs indywidualny – skocznia HS100      | 25 lutego | Stefan Kraft                                                                | Andreas Wellinger                                                                            | Markus Eisenbichler                                                             |
| konkurs indywidualny – skocznia HS130      | 2 marca   | Stefan Kraft                                                                | Andreas Wellinger                                                                            | Piotr Żyła                                                                      |
| konkurs drużynowy – skocznia HS130         | 4 marca   | Polska Piotr Żyła · Dawid Kubacki · Maciej Kot · Kamil Stoch                | Norwegia Anders Fannemel · Johann André Forfang · Daniel-André Tande · Andreas Stjernen      | Austria Michael Hayböck · Manuel Fettner · Gregor Schlierenzauer · Stefan Kraft |
| Drużyny mieszane                           |           |                                                                             |                                                                                              |                                                                                 |
| konkurs drużyn mieszanych – skocznia HS100 | 26 lutego | Niemcy Carina Vogt · Markus Eisenbichler · Svenja Würth · Andreas Wellinger | Austria Daniela Iraschko-Stolz · Michael Hayböck · Jacqueline Seifriedsberger · Stefan Kraft | Japonia Sara Takanashi · Taku Takeuchi · Yūki Itō · Daiki Itō                   |

## Klasyfikacja medalowa
| Mj      | Reprezentacja     | Złoto | Srebro | Brąz | Razem |
| ------- | ----------------- | ----- | ------ | ---- | ----- |
| 1.      | Norwegia          | 7     | 6      | 5    | 18    |
| 2.      | Niemcy            | 6     | 3      | 2    | 11    |
| 3.      | Rosja             | 2     | 4      | 0    | 6     |
| 4.      | Austria           | 2     | 1      | 2    | 5     |
| 5.      | Finlandia         | 1     | 1      | 3    | 5     |
| 6.      | Włochy            | 1     | 1      | 0    | 2     |
| 7.      | Polska            | 1     | 0      | 1    | 2     |
| 8.      | Kanada            | 1     | 0      | 0    | 1     |
| 9.      | Japonia           | 0     | 2      | 3    | 5     |
| 10.     | Szwecja           | 0     | 2      | 2    | 4     |
| 11.     | Stany Zjednoczone | 0     | 1      | 2    | 3     |
| 12.     | Francja           | 0     | 0      | 1    | 1     |
| Łącznie | Łącznie           | 21    | 21     | 21   | 63    |

## Klasyfikacja indywidualna
| #  | Zawodnik                   | Złoto | Srebro | Brąz | Razem |
| -- | -------------------------- | ----- | ------ | ---- | ----- |
| 1  | Johannes Rydzek            | 4     | 0      | 0    | 4     |
| 1  | Marit Bjørgen              | 4     | 0      | 0    | 4     |
| 3  | Maiken Caspersen Falla     | 3     | 0      | 0    | 3     |
| 4  | Siergiej Ustiugow          | 2     | 3      | 0    | 5     |
| 5  | Stefan Kraft               | 2     | 1      | 1    | 4     |
| 6  | Eric Frenzel               | 2     | 1      | 0    | 3     |
| 6  | Heidi Weng                 | 2     | 1      | 0    | 3     |
| 8  | Carina Vogt                | 2     | 0      | 0    | 2     |
| 9  | Andreas Wellinger          | 1     | 2      | 0    | 3     |
| 9  | Martin Johnsrud Sundby     | 1     | 2      | 0    | 3     |
| 11 | Federico Pellegrino        | 1     | 1      | 0    | 2     |
| 12 | Astrid Jacobsen            | 1     | 0      | 2    | 3     |
| 13 | Markus Eisenbichler        | 1     | 0      | 1    | 2     |
| 13 | Björn Kircheisen           | 1     | 0      | 1    | 2     |
| 13 | Niklas Dyrhaug             | 1     | 0      | 1    | 2     |
| 13 | Finn Hågen Krogh           | 1     | 0      | 1    | 2     |
| 13 | Iivo Niskanen              | 1     | 0      | 1    | 2     |
| 13 | Piotr Żyła                 | 1     | 0      | 1    | 2     |
| 19 | Kamil Stoch                | 1     | 0      | 0    | 1     |
| 19 | Maciej Kot                 | 1     | 0      | 0    | 1     |
| 19 | Dawid Kubacki              | 1     | 0      | 0    | 1     |
| 19 | Nikita Kriukow             | 1     | 0      | 0    | 1     |
| 19 | Fabian Rießle              | 1     | 0      | 0    | 1     |
| 19 | Svenja Wuerth              | 1     | 0      | 0    | 1     |
| 19 | Didrik Tønseth             | 1     | 0      | 0    | 1     |
| 19 | Alex Harvey                | 1     | 0      | 0    | 1     |
| 27 | Charlotte Kalla            | 0     | 2      | 1    | 3     |
| 28 | Magnus Krog                | 0     | 2      | 0    | 2     |
| 28 | Magnus Moan                | 0     | 2      | 0    | 2     |
| 30 | Jessica Diggins            | 0     | 1      | 1    | 2     |
| 30 | Krista Pärmäkoski          | 0     | 1      | 1    | 2     |
| 30 | Akito Watabe               | 0     | 1      | 1    | 2     |
| 30 | Yūki Itō                   | 0     | 1      | 1    | 2     |
| 30 | Michael Hayböck            | 0     | 1      | 1    | 2     |
| 35 | Andriej Łarkow             | 0     | 1      | 0    | 1     |
| 35 | Aleksandr Biessmiertnych   | 0     | 1      | 0    | 1     |
| 35 | Aleksiej Czerwotkin        | 0     | 1      | 0    | 1     |
| 35 | Julija Biełorukowa         | 0     | 1      | 0    | 1     |
| 35 | Natalja Matwiejewa         | 0     | 1      | 0    | 1     |
| 35 | Jørgen Gråbak              | 0     | 1      | 0    | 1     |
| 35 | Mikko Kokslien             | 0     | 1      | 0    | 1     |
| 35 | Anders Fannemel            | 0     | 1      | 0    | 1     |
| 35 | Johann André Forfang       | 0     | 1      | 0    | 1     |
| 35 | Andreas Stjernen           | 0     | 1      | 0    | 1     |
| 35 | Daniel-André Tande         | 0     | 1      | 0    | 1     |
| 35 | Anna Haag                  | 0     | 1      | 0    | 1     |
| 35 | Stina Nilsson              | 0     | 1      | 0    | 1     |
| 35 | Ebba Andersson             | 0     | 1      | 0    | 1     |
| 35 | Dietmar Nöckler            | 0     | 1      | 0    | 1     |
| 35 | Daniela Iraschko-Stolz     | 0     | 1      | 0    | 1     |
| 35 | Jacqueline Seifriedsberger | 0     | 1      | 0    | 1     |
| 52 | Sara Takanashi             | 0     | 0      | 2    | 2     |
| 53 | Sadie Maubet Bjornsen      | 0     | 0      | 1    | 1     |
| 53 | Kikkan Randall             | 0     | 0      | 1    | 1     |
| 53 | Aino-Kaisa Saarinen        | 0     | 0      | 1    | 1     |
| 53 | Kerttu Niskanen            | 0     | 0      | 1    | 1     |
| 53 | Laura Mononen              | 0     | 0      | 1    | 1     |
| 53 | Sami Jauhojärvi            | 0     | 0      | 1    | 1     |
| 53 | Matti Heikkinen            | 0     | 0      | 1    | 1     |
| 53 | Johannes Høsflot Klæbo     | 0     | 0      | 1    | 1     |
| 53 | Paul Gerstgraser           | 0     | 0      | 1    | 1     |
| 53 | Bernhard Gruber            | 0     | 0      | 1    | 1     |
| 53 | Philipp Orter              | 0     | 0      | 1    | 1     |
| 53 | Mario Seidl                | 0     | 0      | 1    | 1     |
| 53 | Manuel Fettner             | 0     | 0      | 1    | 1     |
| 53 | Gregor Schlierenzauer      | 0     | 0      | 1    | 1     |
| 53 | Yoshito Watabe             | 0     | 0      | 1    | 1     |
| 53 | Taku Takeuchi              | 0     | 0      | 1    | 1     |
| 53 | Daiki Itō                  | 0     | 0      | 1    | 1     |
| 53 | Daniel Richardsson         | 0     | 0      | 1    | 1     |
| 53 | Johan Olsson               | 0     | 0      | 1    | 1     |
| 53 | Marcus Hellner             | 0     | 0      | 1    | 1     |
| 53 | Calle Halfvarsson          | 0     | 0      | 1    | 1     |
| 53 | François Braud             | 0     | 0      | 1    | 1     |